# خيل الركوب

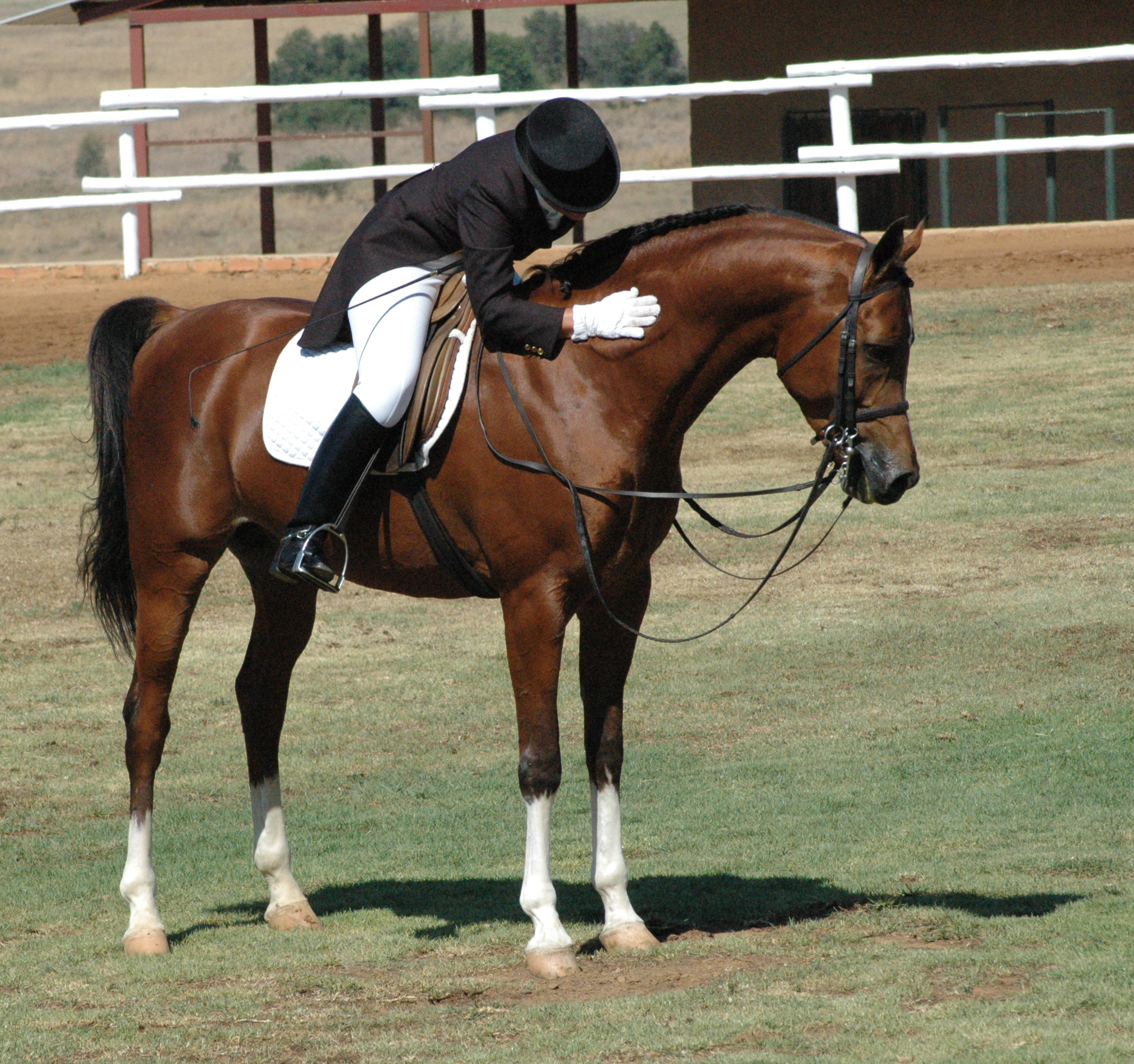
خيل عربي مثال على الجواد

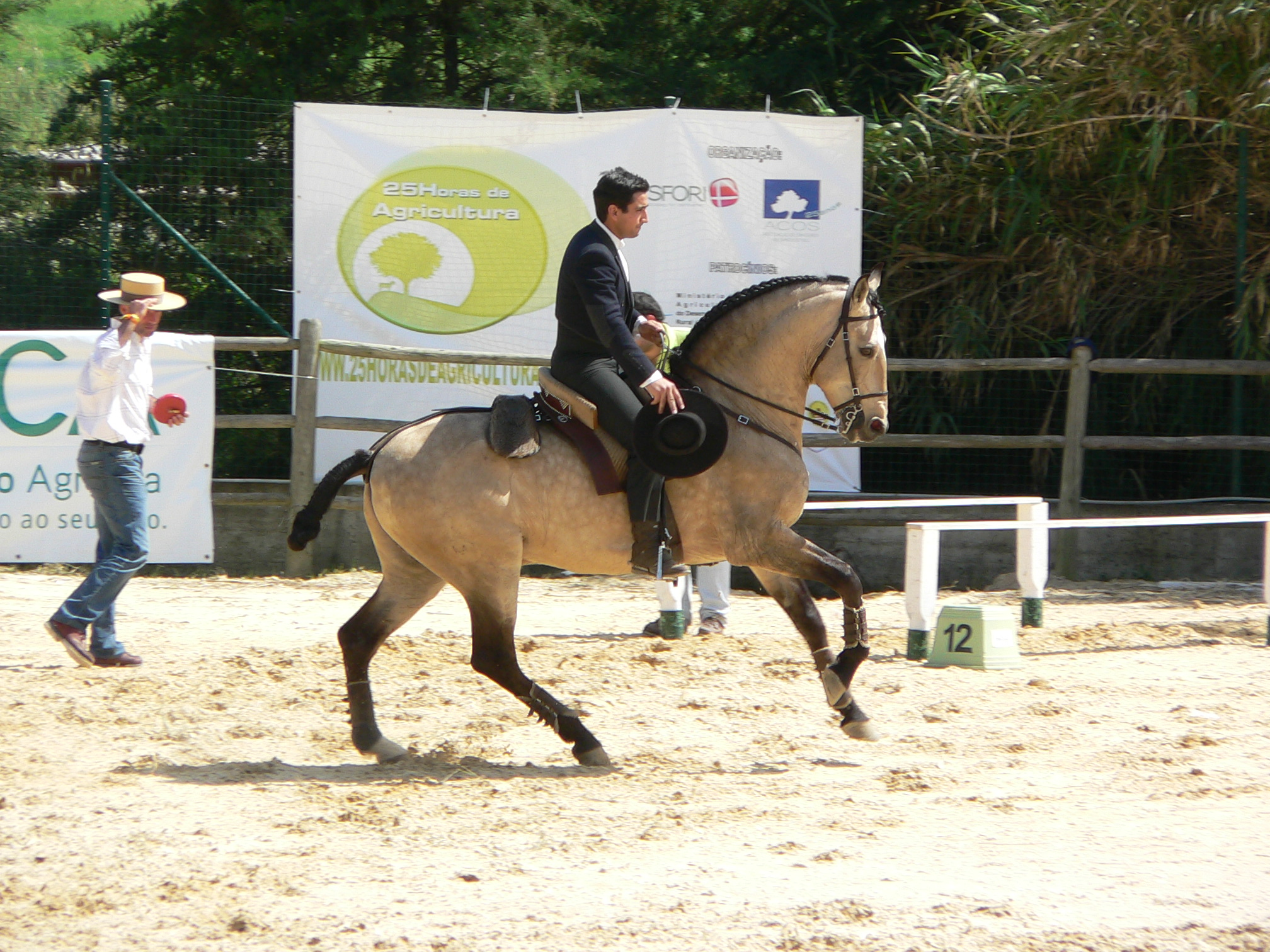
A Lusitano، مثال على جواد أثقل بدنًا.

الجياد أو خيول الركوب هو حصان يستخدمه راكبو الخيول للترويح عن النفس أو النقل.
من غير الواضح بالضبط متى رُكبت الخيول لأول مرة لأن التدجين المبكر لم يحدث تغيرات جسدية ملحوظة في الحصان. ومع ذلك فإن هناك أدلة ظرفية قوية على أن الخيول قد ركبها أفراد من ثقافة بُتَاي خلال العصر النحاسي، نحو 3600-3100 قبل الميلاد. يرجع أقدم دليل يشير إلى أن الخيول كانت ممتطَية إلى نحو 3500 قبل الميلاد، حيث تشير الأدلة من جماجم الخيول التي عُثِر عليها في الموقع في كازاخستان إلى أنها كانت ترتدي شكيمة. تشير الأدلة من ملاجئ Bhimbetka الصخرية إلى أن الحوامل قد استخدمت على الأقل 10000 سنة قبل الميلاد. جوانب 3 مم أو أكثر على سبعة ضواحك للخيول في موقعين، Botai و Kozhai 1، يرجع تاريخهما إلى حوالي 3500-3000 قبل الميلاد. يُنظَر إلى أن الأشخاص الذين يرعون الحيوانات ركبوا الخيول أولاً لهذا الغرض، ويفترض أن يكون ذلك سرجًا، وربما استخدموا موادًا ناعمة مثل الحبال أو ربما العظام لإنشاء اللجام البدائية ومع ذلك فإن أقدم دليل قاطع على ركوب الخيول يعود إلى الفن والأدلة النصية التي يرجع تاريخها إلى حوالي 2000-1500 قبل الميلاد.